# Vytautas Rastenis
Vytautas Rastenis (* 1952 in der Rajongemeinde Ignalina) ist ein litauischer Politiker. Der Einzug in den Seimas, das Parlament Litauens, gelang ihm mit der Partei Lietuvos valstiečių ir žaliųjų sąjunga.

## Leben
1991 absolvierte er das Diplomstudium der Agronomie an der Lietuvos žemės ūkio akademija bei Kaunas und wurde Agronom. 1992 leitete er als Direktor das Unternehmen „Agrochemijos“ und 2000 die polytechnische Schule Švenčionėliai. 2003 arbeitete er bei UAB Vilniaus vandenys in Švenčionys. Von 1995 bis 2015 war er Mitglied im Rat der Rajongemeinde Švenčionys. Seit 2016 sitzt er im Seimas.
Ab 1995 war er Mitglied der Lietuvos valstiečių partija, Valstiečių ir Naujosios demokratijos partijų sąjunga, Lietuvos valstiečių liaudininkų sąjunga.